# 朱斯坦王朝
朱斯坦王朝（波斯語：جستانیان）是伊朗王朝，統治德萊木（在吉蘭山區，今伊朗北部）統治時期從公元791年到11世紀的晚期。

## 歷史
朱斯坦王朝在公元八世紀末以“ 德萊木國王”的身份出現。他們的根據地位於阿拉穆特的魯德巴爾，通入沙赫鲁德的山谷。兩個世紀後，它成為西方人所熟知的，歷史悠久的尼扎里派（尼扎里派是伊斯瑪儀派中的第二大分支，其下又有阿薩辛派，英文的刺客 Assassins 一字由此而來）的主要中心。它們出現在伊斯蘭歷史上，是弗拉基米爾 米諾斯基所謂的伊朗間奏曲的一部分。 在阿拉伯人統治波斯兩到三百年之後，當地的德萊木人和庫爾德人人的統治者在波斯西北部建立王朝。 德萊木人的竄起，最終是建立了白益王朝。
在瑪祖班·本·朱斯坦（Marzuban ibn Justan）於公元805年皈依伊斯蘭教後，賈斯坦的古老家族與在德萊木地區的阿拉菲德王朝建立聯繫。朱斯坦王朝信奉的是屬於什葉派中的宰德派。在公元10世紀，它們被德萊木地區，塔羅姆（在現代伊朗的讚詹省）的薩拉里王朝超越而變得默默無聞。儘管如此，朱斯坦王朝還是與薩拉里王朝聯姻，保住他們在德萊木高地的老根據地魯德巴爾。他們後來成為白益王朝的盟友。在公元11世紀，他們可能已經承認加兹尼王朝為宗主國。隨著塞爾柱人湧入，他們也承認塞爾柱帝國為宗主國。但是不久之後，這個王朝就從歷史中消失。